# Station Vaihingen (Enz)
Station Vaihingen (Enz) is een spoorwegstation in de Duitse plaats Vaihingen an der Enz. Het station werd in 1990 geopend. 